# إسلامبيك ألبييف
إسلامبيك تسيليموفيتش ألبييف (بالروسية: Исламбек Цилимович Альбиев ، الشيشان: СаӀид-Цилиман кӀант Альбиев Ислам-Бека ؛ من مواليد 28 ديسمبر 1988 ، الشيشان من أصل روسي). لاعب في المصارعة اليونانية الرومانية. ألبييف هو بطل العالم (2009) وبطل أوروبا مرتين (2009 و 2016).